# Antti Jalava
Antti Ilmari Jalava, född 24 juni 1949 i Villmanstrand, Södra Karelen i Finland, död 17 augusti 2021, var en sverigefinsk författare. Jalava har även skrivit i olika tidningar, t.ex. i Dagens Nyheter och Svenska Dagbladet. Vid sidan av sitt eget författarskap har Jalava även ägnat sig åt att översätta och varit stark engagerad i sverigefinnarnas rättigheter. Politiskt rörde han sig från socialist till anarkismen och syndikalismen. Han var bosatt i Stockholm sedan 1959.